# Csaba-István Sebestyén
Sebestyén Csaba-István (n. 5 ianuarie 1963

) este un deputat român, ales în 2016. 